# Admirabile signum
Admirabile signum (en español Admirable signo) es una carta apostólica del papa Francisco, del 1 de diciembre de 2019, sobre el significado y el valor del belén.

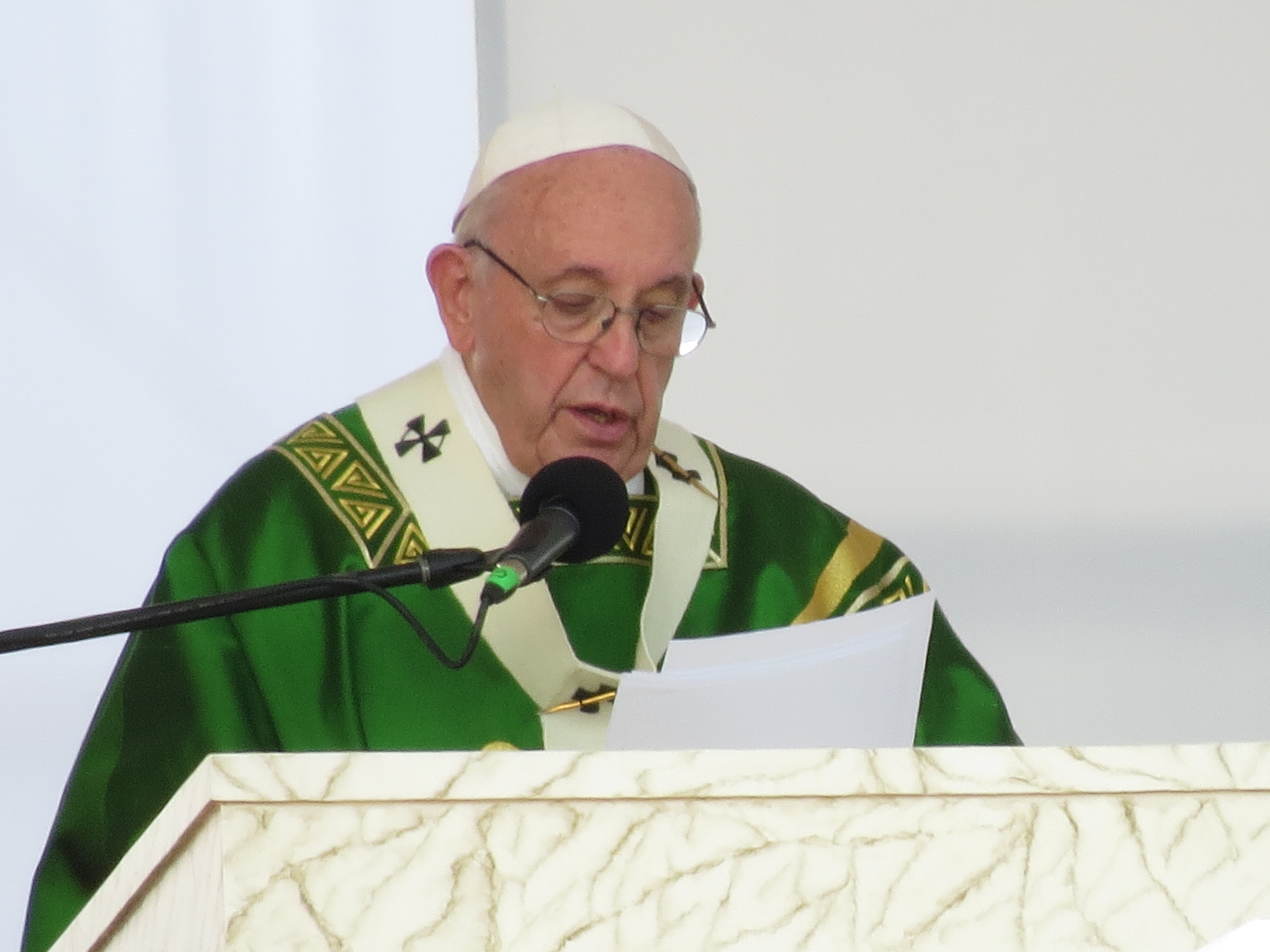
Francisco en 2019.

## La costumbre del belén en Navidad
La costumbre de representar en Navidad la escena del nacimiento de Jesús en Belén tiene su origen, tal como recuerda el papa en esta carta, en la celebración de la Nochebuena de 1223 por parte de San Francisco de Asís en Greccio, una pequeña población en el valle Reatino. A partir del siglo XIV, fundamentalmente a través de los frailes franciscanos se extendió la costumbre de preparar en Navidad la escena del nacimiento, primero en las iglesias, enseguida en las casas, y actualmente también en las plazas y edificios públicos de algunas ciudades.
La escena se centra en el pesebre con unas figuras que representan a la Sagrada Familia, el Niño reclinado en el pesebre y al lado María y José, también es habitual las imágenes de un buey y una mula, que sigue una tradición cristiana recogida en los evangelios apócrifos. Pero los belenes suelen ampliar la escena con una representación de varias casas y hombres y mujeres desarrollando las más diversas labores; aparecen también los Reyes Magos, y en ocasiones algi alejado el palacio de Herodes.
El conjunto, que puede ocupar una dimensión mayor o menor según el lugar en que se dispone, recibe distintos nombres, especialmente el de belén o nacimiento. En su preparación dentro de las familias intervienen especialmente los más pequeños, que esperan con ilusión ese momento. A todas estas circunstancias se refiere el papa en su carta.

## Contenido de la carta
Admirabile signum praesaepis, tam aestimatum a christiano populo, affert semper stuporem et admirationem. Repraesentare eventum Iesu nativitatis idem est ac mysterium Incarnationis Filii Dei in simplicitate et gaudio annuntiare. Nam praesaepe sicut vivum Evangelium est, quod oritur e paginis Sacrae Scripturae.
El hermoso signo del pesebre, tan estimado por el pueblo cristiano, causa siempre asombro y admiración. La representación del acontecimiento del nacimiento de Jesús equivale a anunciar el misterio de la encarnación del Hijo de Dios con sencillez y alegría. El belén, en efecto, es como un Evangelio vivo, que surge de las páginas de la Sagrada Escritura.
Inicio de la carta apóstolica

El belén ayuda a contemplar la escena de la Navidad; el papa a lo largo de esta carta comenta los distintos elementos que componen el belén que se prepara en tantas familias y que adornan en Navidad las plazas de muchas ciudades. La carta es una invitación a cuidar y valorar esta costumbre.
Pero antes de iniciar esa contemplación del belén se refiere a su origen en la celebración de la Navidad por San Francisco de Asís en Greccio el año 1223. Acude para ello al relato que Tomás de Celano incluye en su primera vida del santo. De regreso de Roma, se detuvo en Greccio, allí pidió a un vecino que preparase la escena del pesebre y, poniendo junto a ese pesebre vacío un buey un asno, allí celebró la Navidad junto con frailes que había acudido de distintos lugares, y hombres y mujeres de las granjas de la comarca.  El relato destaca la gran alegría que experimentaron todos los que allí se reunieron.
Desde entonces, escribe el papa, el pesebre es una invitación a sentir y tocar la pobreza que eligió el Hijo de Dios para su encarnación. Los elementos que componen el belén, tanto los que tienen su base en los relatos evangélicos como los que la imaginación ha añadido, tienen un significado para nosotros.
El cielo estrellado recuerda la oscuridad que a veces envuelve nuestras vidas, nos hace preguntarnos por el sentido del sufrimiento, y la respuesta que da Dios haciéndose hombres para iluminarnos. Las ruinas de las casas que suelen rodear la escena del pesebre son signo de la humanidad caída, que Dios viene a redimir. Los ángeles y los pastores, la llamada a acercarnos al Niño Dios, pues 

Los pobres y los sencillos en el Nacimiento recuerdan que Dios se hace hombre para aquellos que más sienten la necesidad de su amor y su ceranía. Jesús manso y humilde de corazón (Mt 11, 29), nació pobre, llevó una vida sencilla para enseñarnos a comprender lo esencial y a vivir de ello.

Centrados en el pesebre, se contempla a María, que con su obediencia plena y total hace posible la escena. Junto a María, José, el custodio que nunca se cansa de proteger a su familia; y en aquel pesebre, en Navidad, se coloca la imagen del Niño Jesús. Dios se presenta como un niño para ser recibido en nuestros brazos; revela al tiempo la grandeza de su amor y su disponibilidad para ayudarnos.

El modo de actuar de Dios casi aturde, porque parece imposible que Él renuncie a su gloria para hacerse hombre como nosotros. Qué sorpresa ver a Dios que asume nuestros propios comportamientos: duerme, toma la leche de su madre, llora y juega como todos los niños. Como siempre, Dios desconcierta, es impredecible, continuamente va más allá de nuestros esquemas.

Cuando se acerca la fiesta de la Epifania, se colocan las figuras de los Reyes Magos; y contemplamos su seguimiento de la estrella, su venida de tierras lejanas, su regalos de oro, incienso y mirra. Todo esto invita a reflexionar sobre la responsabilidad que cada cristiano tiene para se evangelizador, para transmitir la Buena Noticia de que Dios está entre nosotros.
El belén nos hace recordar cuando éramos niños, la impaciencia con que esperábamos el momento de montar el belén en nuestra casa: y nos hace valorar el don de la fe recibida pues 

El belén forma parte del dulce y exigente proceso de transmisión de la fe. Comenzando desde la infancia y luego en cada etapa de la vida, nos educa a contemplar a Jesús, a sentir el amor de Dios por nosotros, a sentir y a creer que Dios está con nosotros y que nosotros estamos con Él, todos hijos y hermanos gracias a aquel Niño Hijo de Dios y de la Virgen María. Y a sentir que en esto está la felicidad.

El papa data la carta en Greccio, en el Santuario del Pesebre, el 1 de diciembre de 2019. 